# Monanthes lowei
Monanthes lowei là một loài thực vật có hoa trong họ Crassulaceae. Loài này được (Paiva) Perez & Acebes miêu tả khoa học đầu tiên năm 1984.